# Thexus: The Last Man
Thexus: The Last Man is een Amerikaanse fantasyfilm uit 1998 geregisseerd door Ryan E. Heppe. De film is experimenteel opgenomen zonder script, binnen acht uur en met slechts vijf acteurs. Later werd er aan de hand van voice-overs en computeranimatie verhaal bij gebracht. De regisseur heeft de film aan het publiek domein gedoneerd.